# 远浦楼

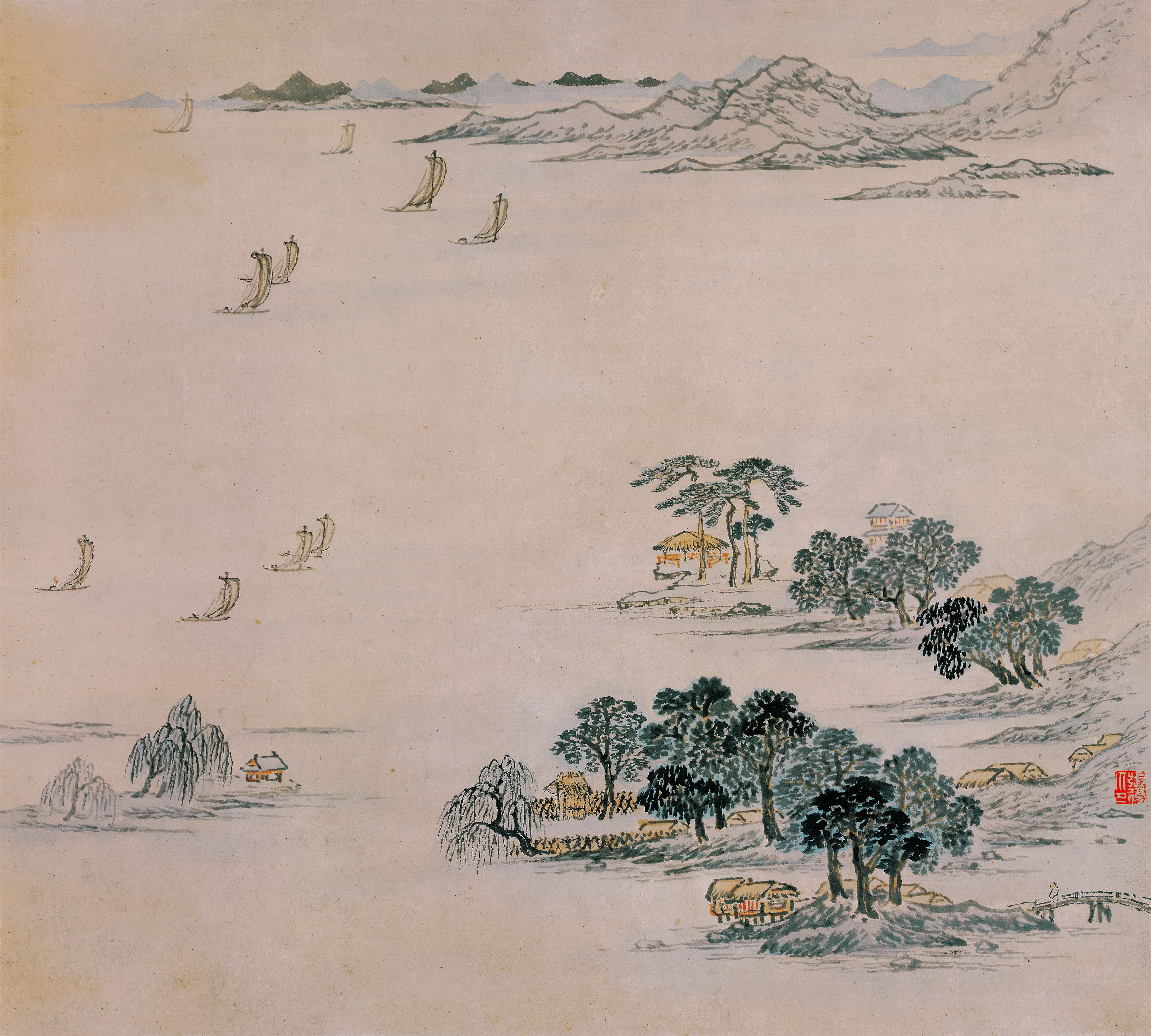
明 張復 瀟湘八景之遠浦歸帆

远浦楼坐落在中国岳阳市湘阴县城外湘江边，因潇湘八景中的“远浦归帆”而得名。

## 历史沿革
2003年12月，湘阴政府斥资400多万元在湘阴湘江大桥边动工修建远浦楼。
2004年，此楼建成完工。

## 规制
此楼是一座三层四檐的楼阁式建筑，高度为18米。
楼顶和门楼中央悬挂着由华国锋题写的“远浦楼”和“远浦归帆”的牌匾。楼的底层两侧圆柱上悬挂着清代诗人湛道心的诗《湘阴》：“五岳惟衡麓，三湘独此清”。